# Сандунов, Николай Николаевич
Николай Николаевич Сандунов (Зандукели) (груз. ზანდუკელი; 13 [24] октября 1769, Москва — 7 [19] июня 1832, Москва) — русский юрист, драматург, переводчик, ординарный профессор и декан отделения нравственных и политических наук Московского университета. Брат актёра и предпринимателя С. Н. Сандунова.

## Биография
Происходил из благородной грузинской фамилии Зандукели, представители которого переселились в Россию вместе с окружением грузинского монарха Вахтанга VI-го в 1724 году.
Учился в университетской гимназии (1779—1784), затем окончил Московский университет (1787)
.
В 1787—1791 годах преподавал в университетской гимназии синтаксис.
В 1791 году занял должность секретаря куратора Московского университета М. М. Хераскова, а затем назначен секретарём к Т. И. Тутолмину.
В феврале 1797 года поступил на службу в канцелярию Комиссии о составлении законов, где у него не сложились отношения с М. М. Сперанским и он был вынужден уехать в Москву, поступив в чине коллежского советника на службу в 6-й департамент Сената — обер-секретарём.
В феврале 1811 года оставил службу чиновника и занял место З. А. Горюшкина в Московском университете — в должности ординарного профессора на кафедре гражданского и уголовного судопроизводства. Сандунов стал продолжателем своего предшественника по приемам преподавания и по взглядам на задачу «законоискусника». Последняя, по мнению Сандунова, заключалась прежде всего в твердом и ясном знании существующих законов и в уменье разбираться в делах как административных, так и чисто юридических. Сандунов не терпел «фантасмагории и всякого пустолюбия», «широковещательных теорий», «мечтательности» и «цветистого изложения мнений»: «излишняя красивость штиля не нужна нисколько; она относится к игре ума и воображения; дело требует только изъяснения от ума и соображения существа дела с законами выходящего». Свою аудиторию Сандунов превратил в судебное присутственное место, распределив между слушателями должности, начиная с писца до губернаторов и обер-секретарей, а сам был председателем. Занятия состояли в разборе и решении дел, подготовленных заранее слушателями-канцеляристами; часто это были дела, проходившие через Сенат. Умело руководя прениями и поддерживая строгую дисциплину в аудитории, Сандунов учил студентов, однако, не одному делопроизводству, а прежде всего основным началам правосудия, правде материальной, а не формальной, преследуя всякие юридические извороты и кривосудие: «голос судьи есть голос правительства, а основание власти и всех учреждений его есть сила, разум и существенное подданных благосостояние». Сандунов верил в «дух законов, как пружину, движущую все сословия в деяниях их к одной цели, к благу общественному».
По словам Ф. Л. Морошкина, он был «оракулом Москвы для вопрошающих о правосудии и для ищущих правосудия».
В 1815/1816, 1819/1820 и 1820/1821 учебных годах он был деканом отделения нравственных и политических наук Московского университета. В 1829 году, в отсутствие ректора, исправлял должность проректора университета. В 1830 году издал пособие по истории древнего судопроизводства: «Правая грамота по вотчинному делу в 1559 годе производившемуся».
Сандунов был любителем драматического искусства: писал драмы и переводил стихи. Ему принадлежат: перевод шиллеровских «Разбойников» (1793), «Отец семейства», (М., 1794 и 1816), «Царский поступок» (М., 1817). Он состоял членом «Общества любителей российской словесности» и «Общества истории и древностей российских».
Похоронен на Лазаревском кладбище, рядом с родителями и братом.